# Горкха (район)
Горкха (непальск. गोरखा जिल्ला) — один из 75 районов Непала. Входит в состав зоны Гандаки, которая, в свою очередь, входит в состав Западного региона страны. Административный центр — город Горкха.
Граничит с районом Мананг (на северо-западе), районом Ламджунг (на западе), районом Танаху (на юго-западе), районом Читван зоны Нараяни (на юге), районом Дхадинг зоны Багмати (на востоке) и Тибетским автономным районом КНР (на севере и северо-востоке). Площадь района составляет 3610 км².
Население по данным переписи 2011 года составляет 271 061 человек, из них 121 041 мужчина и 150 020 женщин. По данным переписи 2001 года население насчитывало 288 134 человека. 75,15 % населения исповедуют индуизм; 19,10 % — буддизм; 3,27 % — христианство и 1,13 % — ислам.
В 12 км к югу от города Горкха расположен известный храм Манакамана.